# 압둘라 오리포프

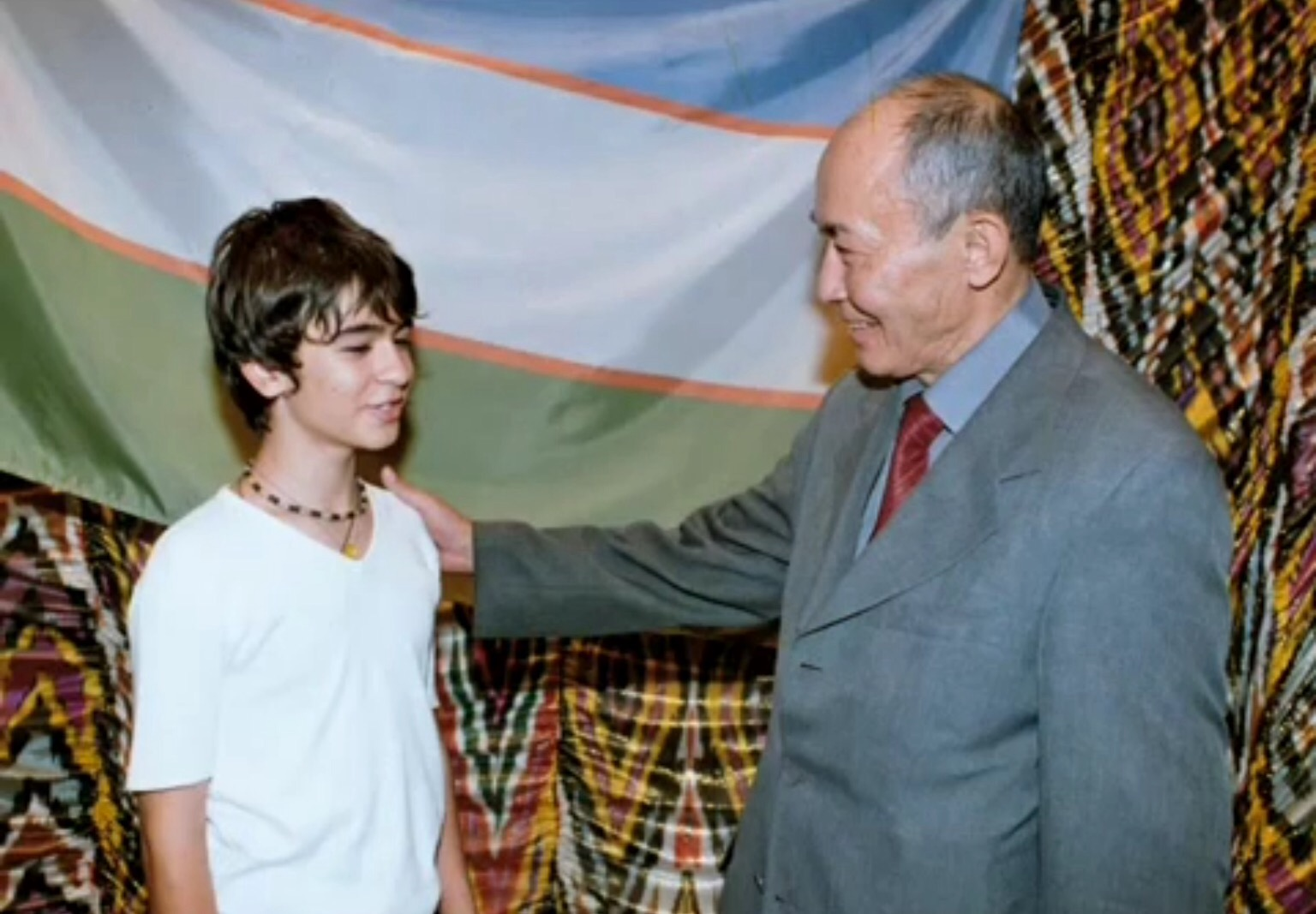
오른쪽이 오리포프이다.

압둘라 오리포프(우즈베크어: Abdulla Oripov, 1941년 ~ 2016년)는 우즈베키스탄의 시인이다.
우즈베키스탄의 국가인 우즈베키스탄 공화국 국가를 작사하였다.